# 大野修嗣
大野 修嗣（おおの しゅうじ、1947年10月9日 - ） は日本の医師（膠原病・アレルギー医学、漢方医学）。国際東洋医学会理事。医学博士。現代漢方医学の第一人者。

## 略歴
埼玉県比企郡出身。1973年明治薬科大学薬学部製薬学科卒業。1980年埼玉医科大学医学部医学科卒業。同年から2年間、同大学付属病院にて臨床研修の後、1984年膠原病及び東洋医学外来を担当。1990年医学博士（埼玉医科大学）。同年9月より2001年まで中華人民共和国山西省太原市人民病院中医科留学。1992年埼玉医科大学第二内科講師。1996年11月に埼玉県比企郡小川町に大野クリニックを開設。埼玉医科大学第二内科非常勤講師、日本大学医学部非常勤講師。
2001年6月～2002年5月、日本東洋医学会副会長を務めたほか、国際東洋医学会理事、医療法人平善会理事長、大野クリニック院長、日本東洋医学会評議員、日本リウマチ学会評議員などを務める。
日本における臨床漢方医の第一人者として、全国での講演及び出版、インターネット等を通して漢方医学の普及に努めている。

## 主な著書
- 『狭心症・心筋梗塞の中医学的治療』翻訳（朝日新聞出版サービス）
- 『膠原病・免疫疾患漢方治療マニュアル』（現代出版プランニング）
- 『東洋医学って何だろう』分担執筆（大蔵省出版局）
- 『入門漢方医学』分担執筆（南江堂）ISBN 452423571X
- 『漢方治療指針』分担執筆（緑書房）ISBN 4895317447
- 『皮膚科における漢方治療の現況』分担執筆（協和企画通信）
- 『現代漢方と各科臨床』分担執筆（メディカルフォーラム社 ）
- 『読む総合病院』分担執筆（日本放送出版協会）
- 『高齢者のための漢方薬ベストチョイス』共著（医学書院）ISBN 4260105310